# Zignoëlla dolichospora
Zignoëlla dolichospora är en svampart som beskrevs av Sacc. 1878. Zignoëlla dolichospora ingår i släktet Zignoëlla och familjen Chaetosphaeriaceae.   Inga underarter finns listade i Catalogue of Life.